# Adenophora capillaris
Adenophora capillaris là loài thực vật có hoa trong họ Hoa chuông. Loài này được William Hemsley mô tả khoa học đầu tiên năm 1889.

## Phân loài
- Adenophora capillaris subsp. leptosepala (Diels) D.Y.Hong, 1983
- Adenophora capillaris subsp. paniculata (Nannf.) D.Y.Hong & S.Ge, 2010